# Real Maestranza de Caballería de Séville
Pour les articles homonymes, voir Maestranza.

Armoiries

La Real Maestranza de Caballería de Sevilla est une corporation nobiliaire aux origines remontant à la Reconquête, et dont le siège se trouve à Séville, en Andalousie. Officiellement fondée en 1670 par Charles II d'Espagne, elle est l'héritière de la Confrérie de Saint Herménégild, et est exclusivement composée d'hommes issus d'anciens lignages aristocratiques. Comme toutes les maestranzas, elle fut créée à l'origine pour former les nobles à la pratique militaire de l'équitation. Aujourd'hui dévouée à des œuvres caritatives, au développement et à la promotion des arts équestres et taurins, elle est surtout célèbre pour être la propriétaire des arènes de Séville. Elle exerce également une mission de mécénat artistique et culturel à Séville et dans sa région.

## Historique

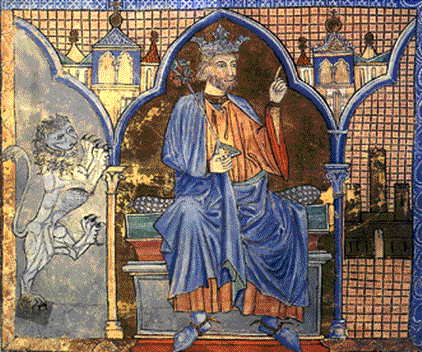
Ferdinand III de Castille

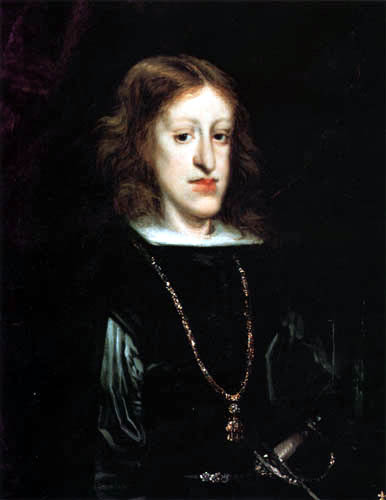
Charles II

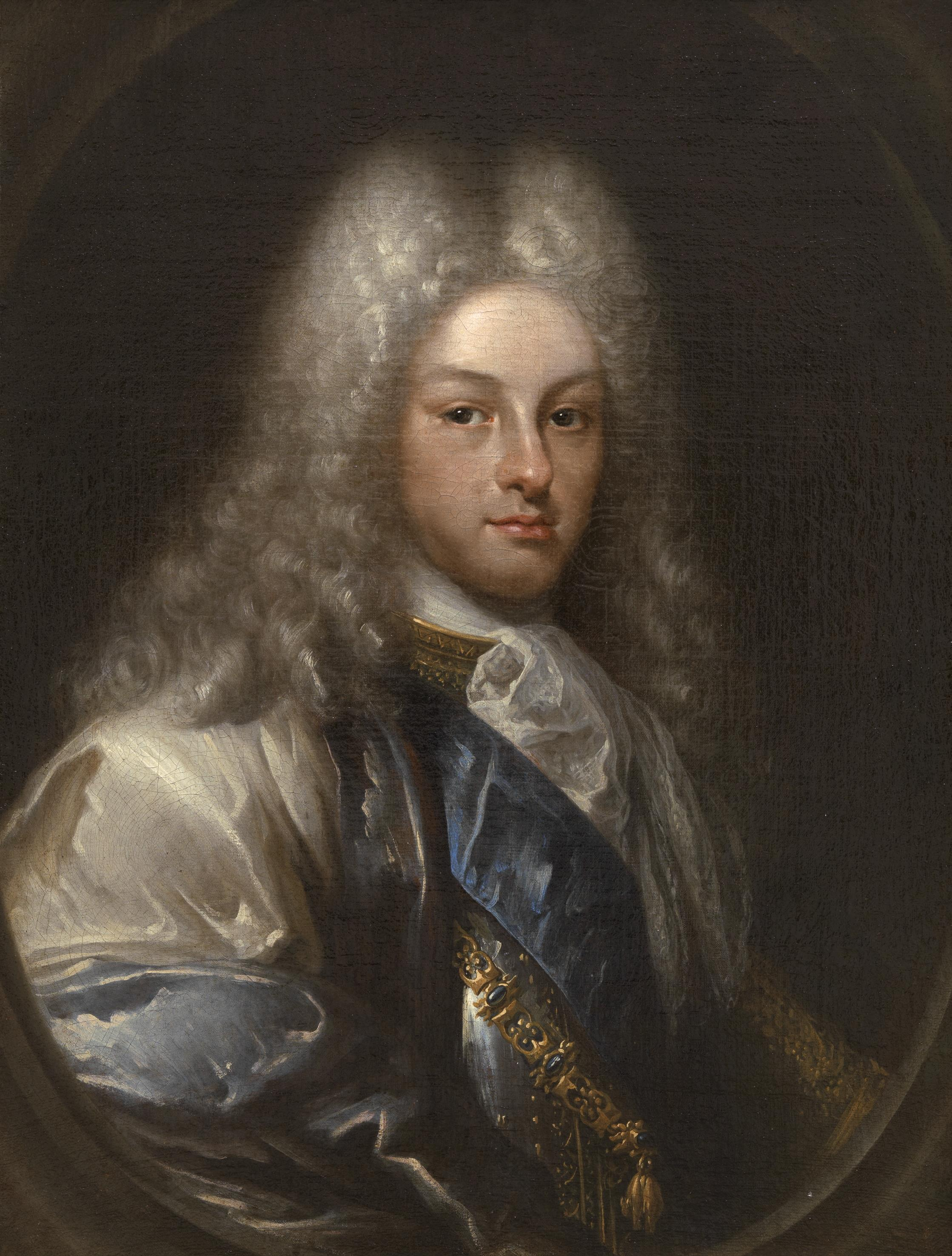
Philippe V

La Real Maestranza de Caballería trouve ses origines dans la confrérie de San Hermenegildo. Cette corporation chevaleresque fut fondée peu après la conquête de Séville par Ferdinand III de Castille en 1248. Les chevaliers qui l'accompagnèrent lors du siège se regroupèrent afin de s'exercer aux arts de la guerre et de la chevalerie.
Avec le développement de nouvelles pratiques et stratégies militaires au cours des siècles, et le déclin des techniques de combat médiévales, la confrérie perd peu à peu sa raison d'être. Au XVIIe siècle, ses membres cherchent à maintenir l'esprit et les valeurs de la corporation à travers une nouvelle forme de regroupement, plus à même de répondre aux exigences martiales de l'époque. C'est ainsi qu'est créé en 1670, le Real Cuerpo de Maestranza de Caballería (Corps royal d'équitation) de Séville, sous le règne de Charles II d'Espagne.
L'objectif de cette nouvelle société se place dans la continuité de la défunte corporation médiévale. Le corps sous patronage royal s'adapte aux évolutions structurelles de l'armée, dont la dimension féodale a depuis la fin du XVe siècle laissé place à une progressive centralisation. L'ost royal s'efface au profit d'un commandement central unique, organisé en tercios. À ces transformations s'ajoute l'importance croissante de la cour et l'attirance exercée par celle-ci sur une noblesse qui délaisse peu à peu les armes. La Maestranza, spécialisées dans les arts équestres, s'engage dès lors dans la formation des officiers de l'armée royale. D'autres structures similaires surgiront aux quatre coins du royaume dans les décennies suivantes (Grenade, Saragosse, Jerez de la Frontera, entre autres).
À cette fin, la corporation élève aux XVIIIe et XIXe siècles des juments et poulains dans des écuries réputées dans toute l'Andalousie. Pleinement intégrée dans la vie de la cité et fière de son savoir-faire, l'institution organise également des cérémonies publiques dans la ville visant à promouvoir ses activités. Spectacles taurins (la tauromachie étant alors souvent pratiquée à cheval par les nobles), représentations équestres en l'honneur du roi ou à l'occasion de fêtes religieuses, et autres manifestations témoignent de l'implication de la société dans le concert sévillan.
Les membres de la confrérie s'engagent militairement aux côtés de la couronne, en participant à divers conflits dans lesquels est impliquée la monarchie espagnole. Le soutien apporté à Philippe V dans la Guerre de Succession amène celui-ci à récompenser la Maestranza, qui reçoit force privilèges, dont celui de porter un uniforme selon les mêmes conditions que les officiers militaires. Le titre de real (royale) est désormais accolé à son nom, elle devient par conséquent la Real Maestranza de Caballería de Séville. La charge de Frère majeur revient par ailleurs de droit à l'un des fils du monarque, jusqu'à ce que Ferdinand VII décide que les rois eux-mêmes seront titulaires de ce titre honorifique 
.
En 2020, l'institution reçoit la Médaille d'or du mérite des beaux-arts, décernée par le Ministère de la Culture espagnol.

## L'institution

### Composition

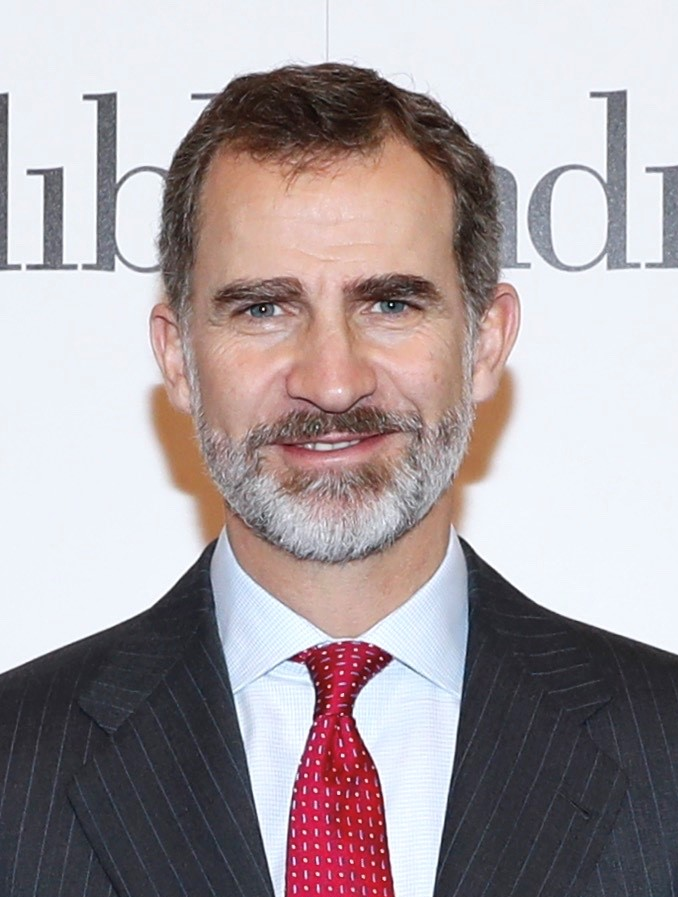
Felipe VI

La Real Maestranza de Caballería se compose exclusivement de membres de familles de l'aristocratie andalouse, historiquement attachées à l'institution. Elle est dirigée par un Frère majeur (Hermano mayor). Cette charge revient depuis Ferdinand VII au roi lui-même, Felipe VI actuellement. Cette fonction est purement symbolique et représentative. La direction de l'institution revient en effet au second dignitaire dans l'ordre protocolaire, l'adjoint au Frère majeur (Teniente de Hermano Mayor), qui conduit les travaux de la Junta de Gobierno, le Conseil de gouvernement. Alfonso Guajardo-Fajardo y Alarcón détient actuellement cette charge, et dirige le conseil, composé de douze autres membres.

### Activités
Les activités de la Real Maestranza de Caballería sont variées, mais concernent essentiellement les domaines caritatifs, culturels et artistiques. L'art équestre et la tauromachie bénéficient d'une attention toute particulière de la part de la corporation, qui est propriétaire des arènes de la ville. Elle délègue l'organisation à un prestataire privé, l'Empresa Pagés, dirigée par la famille Canorea. Cette situation, rare, n'est pas inédite ; on retrouve une organisation similaire à Pampelune, dont les arènes appartiennent à une fondation caritative, la Casa de Misericordia, qui, contrairement à l'institution sévillane, se charge de l'organisation des spectacles des Fêtes de San Fermín. La Real Maestranza mène des actions de soutien à la corrida, en parrainant l'école taurine de Séville. Elle décerne par ailleurs depuis 1965 un prix annuel récompensant les triomphateurs de la Feria de Abril.
Dans le domaine culturel et artistique, l'institution mène une action de mécénat. Elle remet ainsi depuis 1966 des prix universitaires reconnus attribués aux meilleurs travaux de l'Université de Séville. Elle organise par ailleurs des remises de récompenses à de jeunes artistes ou chercheurs et parraine diverses manifestations culturelles locales. Elle organise enfin des cycles de concerts et des expositions.

## Installations

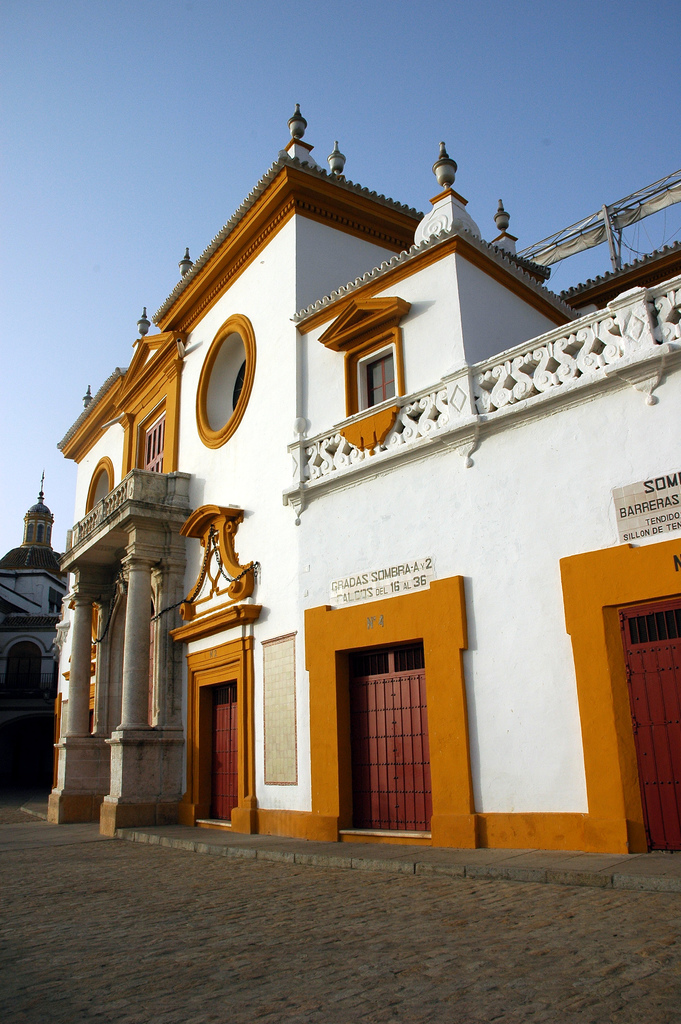
Façade des Arènes de Séville

La Real Maestranza de Caballería de Séville est propriétaire des arènes qu'elle a fait construire à compter du XVIIIe siècle. Elle a par conséquent établi ses installations officielles autour de l'amphithéâtre. Les constructions qui entourent ce dernier lui confèrent son caractère si particulier, enveloppé dans le tissu urbain, et non dégagé sur une place ou une esplanade comme il est de coutume. La totalité des terrains situés entre le Paseo Colón, la Calle Adriano et la Calle Circo appartiennent au même ensemble.
Le siège de la corporation, la Casa, fut bâti de 1927 à 1929, sur les plans de l'architecte sévillan Aníbal González. Les travaux furent ensuite menés par divers architectes. Les bâtiments épousent parfaitement le style des arènes, aux façades chaulées et soulignées d'ocre et de rouge. Plus tard, il fut décidé d'élever une chapelle, dont les travaux de construction s'étalèrent entre 1937 et 1951. Le culte y fut célébré dès 1956. À l'intérieur de ce sanctuaire à vaisseau unique, trône un retable exécuté par l'un des maîtres de la sculpture baroque sévillane, Pedro Roldán.
L'institution possède enfin une riche bibliothèque spécialisée, regorgeant d'ouvrages dédiés à l'hippologie et à l'équitation, à la généalogie et à l'héraldique, ainsi qu'à la tauromachie.